# Jagdstaffel 44
La Jagdstaffel 44 (in tedesco: Königlich Sächsische Jagdstaffel Nr 44, abbreviato in Jasta 44) era una squadriglia (staffel) da caccia della componente aerea del Deutsches Heer, l'esercito dell'Impero tedesco, durante la prima guerra mondiale (1914-1918).

## Storia
La Jagdstaffel 44 venne fondata l'11 dicembre 1917 presso il Flieger-Abteilung (dipartimento di aviazione) 6 di Großenhain, diventando effettivamente operativa a partire dal 23 dicembre e fu schierata nella zona di combattimento della 3ª Armata. Nell'aprile del 1918 fu incorporata nel Jagdgruppe 12 dove prestò servizio insieme alla Jagdstaffel 24 e alla Jagdstaffel 79 e rimase a supporto prevalentemente della 18ª Armata. Con l'ingresso nel gruppo la squadriglia fu equipaggiata con i nuovi Fokker D.VII, mentre non si conosce l'iniziale eqipaggiamento.
Il Leutnant Hermann von Borries è stato l'ultimo Staffelführer (comandante) della Jagdstaffel 44, dal 23 ottobre del 1918 fino alla fine della guerra. La Jasta è stata smobilitata a Kamenz nell'allora Regno di Sassonia il 1º dicembre 1918..
Alla fine della prima guerra mondiale, alla Jagdstaffel 44 vennero accreditate 19 vittorie aeree di cui 4 per l'abbattimento di palloni da osservazione. Di contro, la Jasta 44 perse due piloti, due piloti morono in incidente aereo, due furono feriti in azione, un pilota fu ferito in incidente aereo e due furono fatti prigionieri.

## Lista dei comandanti della Jagdstaffel 44
Di seguito vengono riportati i nomi dei piloti che si succedettero al comando della Jagdstaffel 44.
| Grado    | Nome                | Periodo                             |
| -------- | ------------------- | ----------------------------------- |
|          | Max Raspe           | 11 dicembre 1917 - 14 febbraio 1918 |
|          | Albert Freytag      | 14 febbraio 1918 - 10 giugno 1918   |
|          | Paul Lotz           | 10 giugno 1918 - 23 ottobre 1918    |
| Leutnant | Hermann von Borries | 23 ottobre 1918 - 11 novembre 1918  |

## Lista delle basi utilizzate dalla Jagdstaffel 44
- Leffincourt, Francia
- Villeselve, Francia: marzo 1918
- Ercheu: inizi di aprile 1918
- Donstiennes, Belgio: 19 ottobre 1918